# Totești
Totești is een Roemeense gemeente in het district Hunedoara.
Totești telt 1932 inwoners.